# Southern Poverty Law Center
O Southern Poverty Law Center (SPLC; em português: Centro de Direito do Sul Pobre) é uma organização de advocacia legal sem fins lucrativos dos Estados Unidos especializada em direitos civis e litígios de interesse público atuante principalmente no Cinturão do Sul Pobre. Ela é conhecida pelas suas vitórias judiciais contra grupos da supremacia branca, pela representação legal para as vítimas de grupos racistas, pela sua classificação de grupos de ódio e outras organizações extremistas, e pelos seus programas educacionais que promovam a tolerância.
O SPLC foi fundado por Morris Dees, Joseph J. Levin Jr. e Julian Bond em 1971 como um escritório de advocacia de direitos civis em Montgomery, Alabama. Bond atuou como presidente do conselho entre 1971 e 1979.
Em 2019, o fundador Morris Dees foi demitido, seguido pela renúncia do presidente Richard Cohen. Uma consultora externa, Tina Tchen, foi convidada para revisar as práticas no local de trabalho, particularmente relacionadas às acusações de assédio racial e sexual.